# Manuel Garcia i Ribes
Manuel Garcia i Ribes (Portbou, 9 d'octubre de 1907 - Mataró, 5 de desembre de 1978) fou un futbolista català de la dècada de 1930.

## Trajectòria
A finals dels anys vint destacà al CE Portbou i FC Palafrugell. El 1929 fitxà pel FC Barcelona, on jugà dues temporades, disputant 5 partits de lliga a primera divisió, en els quals marcà 3 gols, i guanyant dos campionats de Catalunya. El 1931 deixa el Barcelona per fitxar per l'Iluro SC, on jugà quatre temporades. Entre 1934 i 1936 defensà la samarreta del CE Júpiter. A començament dels quaranta encara jugà amb el CE Júpiter (anomenat Hèrcules la temporada 1939-40). Jugà diversos partits amb la selecció catalana des de 1930.

## Palmarès
- Campionat de Catalunya de futbol:
  - 1929-30, 1930-31